# Duhamelite
La duhamelite è una varietà di mottramite ricca di calcio e bismuto.